# Bo Angelin
Bo Angelin, född 1949, är en svensk överläkare och forskare. Han var gift med Kerstin Angelin.
Angelin disputerade 1977 med en avhandling om kolestorol och metabolism. Han blev docent året efter och är numera professor i klinisk metabolisk forskning vid Karolinska Institutet. Hans forskning är inriktad mot kolestorol- och lipoproteinomsättningen hos människan. Angelin var 1998–2003 ledamot av Karolinska Institutets Nobelkommitté. Han invaldes 1999 som ledamot av Vetenskapsakademien. Sedan 2022 chefredaktör och ansvarig utgivare för Journal of Internal Medicine.

### Tryckt litteratur
- Kungl. Vetenskapsakademiens årsberättelse 2000 (Documenta no. 72). Stockholm: Kungl. Vetenskapsakademien. 2001. sid. 47. Libris 3682164

### Fotnoter
1. ↑  ”Karolinska Instiutet - Bo Angelin”. www.ki.se. 26 september 2022. https://staff.ki.se/people/bo-angelin. Läst 26 september 2022.
2. ↑  ”KVA - Bo Angelin”. www.kva.se. 26 september 2022. https://www.kva.se/kontakt/bo-angelin/. Läst 2022 09 26.
3. ↑  ”Journal of Internal Medicine - Editors”. www.jim.se. 26 september 2022. https://onlinelibrary.wiley.com/page/journal/13652796/homepage/jim_editors.htm. Läst 26 september 2022.